# Distrito de Huanza

Provincia de Huarochirí en el Departamento de Lima, Perú.

El Distrito de Huanza es uno de los treinta y dos distritos de la Provincia de Huarochirí en el Departamento de Lima, bajo la administración del Gobierno Regional de Lima-Provincias, Perú.
Dentro de la división eclesiástica de la Iglesia Católica del Perú, pertenece a la Vicaría IV de la Diócesis de Chosica.

## Historia
El distrito fue creado mediante Ley n.º 13237 del 8 de junio de 1959, en el segundo gobierno del Presidente Manuel Prado Ugarteche.

## Geografía
Abarca una superficie de 227,01 km² y tiene una población aproximada de 1 900 habitantes.
Su capital es la ciudad de Huanza, ubicada sobre los 3 352 m s. n. m.

## División administrativa

### Comunidades Campesinas
- Urbanos
  - Huanza, con 955 hab.
  - Acobamba.
- Rurales

## Autoridades

### Municipales
Actual burgomaestre distrital:
Mag. Vidal Cristian Garcia Rojas
2023-2026
- 2019 - 2022
  - Alcaldesa: Donatila Cecilia Espinoza Rojas
- 2015 - 2018[2]
  - Alcalde: Jesús Félix Armas Huamán, Movimiento regional Unidad Cívica Lima (UCL).
  - Regidores: Benjamín Manuel Torres Tices (UCL), Aurelia Teodora Tello de Ticse (UCL), Marivel Zoledad Capcha Armas (UCL), Miguel Ángel Liviac Villarroel (UCL), Félix Moisés Livia Espinoza (Fuerza Regional).
- 2011 - 2014[3]
  - Alcalde:  Sipriana Lila Toledo Espinoza, del Movimiento Alternativa Huarochirana (AH).[4]
  - Regidores: Hermelindo Alejandro Navarrete Ticse (AH), Edilberto Joe Ticse Bartolo (AH), Marixsa Norma Zevallos Vicharra (AH), Sabino Valentín Vicharra Vicharra (AH), Wilberto Celino Villarroel Ticse (Partido Aprista Peruano).
- 2009 - 2010
  - Alcalde: Angel Aquino Rojas Ticse., Partido Aprista Peruano.
- 2007 - 2008[5]
  - Alcalde: Efraín Cecilio Solís Capcha, Partido Siempre Unidos.
- 2003 - 2006
  - Alcalde: Efraín Cecilio Solís Capcha, Movimiento independiente Desarrollo Huarochirano.
- 1999 - 2002
  - Alcalde: Efraín Cecilio Solís Capcha, Movimiento independiente Vamos Vecino.
- 1996 - 1998
  - Alcalde: Ricardo Vicharra Calderón, Lista independiente n.º 11 Alternativa Huarochirana.
- 1993 - 1995
  - Alcalde: Ricardo Vicharra Calderón, Lista independiente Alternativa Huarochirana.
- 1990 - 1992
  - Alcalde: Lucio Lázaro Zavala, Alianza Izquierda Unida.
- 1987 - 1989
  - Alcalde: Javier Ricasca Livia, Alianza Izquierda Unida.
- 1984 - 1986
  - Alcalde: Silvestre Duarte Livia Huaranga, Partido Aprista Peruano.
- 1981 - 1983
  - Alcalde: Marcelo Lázaro Aguilar, Partido Acción Popular.

### Policiales
- Comisaría de Huanza
  - Comisario: Mayor PNP Nilo Poma Lavado.[6]

### Religiosas
- Diócesis de Chosica[7]
  - Obispo: Mons. Norbert Klemens Strotmann Hoppe M.S.C.
- Parroquia Iglesia Matriz Santa Eulalia - Capilla Virgen Asunción[8]
  - Párroco: Pbro. Paulin Joachin Kameni.

## Educación

### Instituciones educativas
- I.E. Nº 20551 "Ciro Alegria" - Huanza
- I.E. 20633 Victor Raul Haya De La Torre - Acobamba

## Economía
Sus actividades económicas son: ganadería y agricultura.
Tiene grandes potenciales hidroenergéticos y grandes almacenes de agua, serie de lagunas en la parte alta. 

## Sitios de interés

### Lagunas
Laguna de Carpa
La Laguna de Carpa se encuentra al noreste de Huanza y es la más extensa del circuito de lagunas de la región. Con una superficie de aproximadamente 5 km² y está rodeada de bofedales que albergan diversas especies de flora y fauna, como el zorro andino.
Laguna de Cashpe
Ubicada al pie del nevado del mismo nombre, la Laguna de Cashpe es de origen glaciar y posee aguas de color turquesa. Con una superficie de 1 km², está rodeada de formaciones rocosas y áreas nevadas.
Laguna de Huasca
Esta laguna se encuentra a 4,590 m s. n. m. Tiene una longitud de 1,918 metros y un ancho de 500 metros .Cuenta con un sendero peatonal que circunda la laguna y culmina en la cascada Carpa.
Laguna de Quisha
La Laguna de Quisha es la tercera en el circuito de lagunas y se encuentra a una altitud de 4,690 m s. n. m. Con una longitud de aproximadamente 1.3 km, sus frías y cristalinas aguas están rodeadas de cerros que le dan una apariencia de vasija.

### Iglesias
Iglesia Matriz de Huanza
La Iglesia Matriz de Huanza, construida originalmente como una capilla en la época colonial alrededor de 1621, fue parte del proceso de evangelización en la región. Actualmente, es el centro de las festividades en honor a Jesús Nazareno.
Templo lítico Acombamba
Conocido como la "Iglesia de Piedra de Acobamba", este templo es una construcción de piedra que data posiblemente de antes de 1832. El templo también servía como lugar de bendición para quienes transportaban hielo hacia la costa.

### Miradores
Mirador Cruz del Alba
El Mirador Cruz del Alba, también conocido como Cruz de Aguichica, es uno de los puntos panorámicos más importantes de Huanza. Desde aquí se puede observar todo el valle del distrito, los pueblos cercanos como Tarampoma y el imponente cerro Chinchilpunta.
Mirador Vista Alegre
Ubicado en una de las partes altas del distrito, el Mirador Vista Alegre ofrece una vista amplia del pueblo de Huanza y sus alrededores. Es un lugar ideal para la fotografía y la contemplación del paisaje.
Mirador Gorgunto
El Mirador de Gorgunto se encuentra en la parte más alta de Huanza. Desde este punto se puede observar el pueblo en toda su extensión, rodeado de montañas y flores silvestres. Es una parada común durante las caminatas guiadas hacia Atacocha.
Mirador de caballito
Este sitio es conocido por dos formaciones rocosas naturales: la Piedra Caballito y la Piedra Corazón.

### Cataratas
Catarata de Huanzara
Ubicada a pocos minutos del centro del distrito, la Catarata de Huancara es uno de los atractivos naturales más visitados. El acceso es mediante una caminata corta rodeada de vegetación. 
Catarata de Huaricoma
La Catarata de Huaricoma es una pequeña caída de agua alimentada por las lagunas cercanas. Está situada en las zonas altas de Huanza.
Centro de información turística del distrito de Huanza
Ubicado en el centro del distrito, el Centro de Información Turística brinda orientación a los visitantes, ofreciendo mapas, datos históricos y detalles sobre rutas, alojamientos y festividades.
Museo distrital de Huanza
Este museo alberga piezas arqueológicas rescatadas por la comunidad y los colegios locales, actualmente en custodia de la municipalidad y el Ministerio de Cultura. Es un espacio clave para la educación local y el turismo.
Totoral de Atacocha
La pampa de Atacocha, ubicada a más de 3,000 metros sobre el nivel del mar, alberga un ecosistema altoandino llamado "totoral", rico en flora silvestre y fauna.
Hipódromo de Atacocha
El Hipódromo de Atacocha, considerado uno de los más altos del mundo. Cada junio se realiza aquí una tradicional competencia de caballos, en el marco de la Fiesta del Agua, reuniendo a jinetes de la región

## Festividades
- Marzo : Celebración de la Semana Santa
- Abril : La Champeria de la acequia de Arquihuash y Llagu
- Mayo: Día de la Madre Huanceña y Acobambina. Festividad patronal del pueblo de Huanza en honor al Patron Ascensión, la Cruz y el Nazareno.
- Junio: Aniversario del C.P. Acobamba. Día de la Bandera. Aniversario del distrito de Huanza. Día del padre huanceño y acobambino.Fiesta costumbrista del Agua "La Champeria y Hualina”
- Julio: Celebración de fiestas patrias en el distrito de Huanza
- Agosto: Festividad patronal del pueblo de Huanza (Corpus Cristi, San Antonio de Padua, Virgen de la Asunciona)
- Setiembre y Octubre: Festividades de herranza huanceña
- Noviembre: Celebración del día de los santos. Festividad costumbrista y tradicional - limpia asequia.
- Diciembre: Nacimiento del niño Jesús